# Yangi
Yangi (accadi: 𒅀𒀭𒄀, Ia-an-gi) fou un primerenc monarca del primer període d'Assíria (Azuhinum). Apareix a la Llista de reis d'Assíria com el tercer dels “disset reis que vivien en tendes de campanya” a les Cròniques de Mesopotàmia. Yangi fou precedit per Adamu, i succeït per Suhlamu. Gairebé res se sap, d'altra, sobre el regnat de Yangi.